# 葡萄牙國徽
葡萄牙國徽（葡萄牙語：Brasão de armas de Portugal）為盾徽，中間白盾繪有五個呈十字狀排列的小藍盾，藍盾繪有五個呈X形十字分布的白色圓點。外面紅框繪有七座金色城堡。置於渾天儀上，再以用紅綠兩色綬帶束起的橄欖枝裝飾。此徽頒布於葡萄牙第一共和國成立後的1911年6月30日，由畫家科倫巴諾·博達洛·平尼艾羅為配合國旗設計而作。

## 歷史與含意
代表葡萄牙的徽章在大概在1000年前已經出現。最早可以追溯到勃艮第的亨利（葡萄牙開國君主亞豐素·殷理基的父親）之銀盾藍色十字。經過多個世紀的改朝換代，葡萄牙國徽的圖案內容也有所增減。
1910年10月5日革命後，成立葡萄牙第一共和國，國徽則在翌年6月30日開始使用。 

### 盾牌
葡萄牙國徽中的盾牌設計有多種解釋，有説法認為與耶穌受難時的五傷有關，還有認為代表亞豐素·殷理基在奧里基戰役中擊斃的五位摩爾人首領。上面的圓點被認為象徵加略人猶大出賣耶穌的三十銀幣，或者象徵著王權，代表發行貨幣的權力。常見的觀點認為這是出自亞豐素·殷理基在戰爭中使用的盾牌的紋章設計，可能是在白底之上用大頭釘固定的兩道藍色皮帶，後來經過長年累月戰爭的洗禮，皮帶被磨損成僅在釘釘處留有五處殘留，由此改成了五個小盾牌。
各小盾牌內的圓點起初沒有固定數目，後來若昂二世在位時把左右兩個小盾改為直立式，並把圓點的數量定為5個。
若昂一世成為葡萄牙國王時，作為阿維什騎士團的首領，將綠色阿維什十字加在盾徽上，後來被若昂二世移除。

### 城堡
當亞豐素三世奪取其兄桑喬二世的王位時，由於他是亞豐素二世的次子，他在其中添加紅框和裡面的城堡，成為國王之後沒有恢復先前的盾徽。有多種觀點解釋這一變化，大多數觀點認為這代表代表在收復失地運動中從摩爾人奪取的城池，近年流行的觀點認為亞豐素三世不是王室之首，因此添加額外的元素代表自己的地位，城堡可能源於母親卡斯蒂利亞的烏拉卡的盾徽。
儘管初時城堡的數量由8至12座不等，而亞豐素四世曾經定為12座，但後來若昂二世最終把數量定為現時的7座。與西班牙式的城堡不一樣的是，西班牙式城堡的城門繪上的是藍色（保持開放）；葡萄牙式城堡的城門繪上的是金色閂門（沒有開放）。

### 渾天儀
渾天儀自15世紀起成為代表葡萄牙的其中一個元素，在許多葡萄牙的殖民地旗幟上（特別是巴西）也可輕易找到。它在航海的重要用途（辨認方向和測量距離）意味著地理大發現時代對葡萄牙以及其眾多殖民地（即使在共和後也是如此）的重要性。
相對王室的冠冕，雖然渾天儀被認為「共和」的象徵，不過其實早在葡萄牙－巴西－阿爾加維聯合王國時期經已在國徽上出現。這是由於巴西也是聯合王國的一部分的關係。

## 歷代盾徽

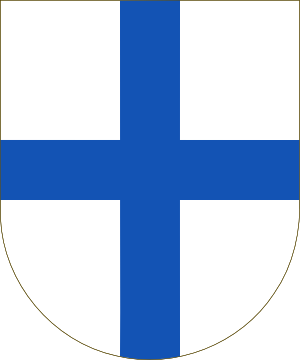
1095?—1139?（推定）
1139?-1247（第一個歷史學上確認的盾徽）
1248—1385
1385—1481
1481–今
聯合王國時期
布拉干薩王朝
共和後